# Notamacropus parma
Notamacropus parma — вид сумчастих тварин з родини Кенгурових.

## Середовище проживання
Ендемік Австралії, де мешкає у штаті Новий Південний Уельс. Дикі популяції існують на острові Кавау, Нова Зеландія. Діапазон поширення за висотою: від 0 до 1000 м над рівнем моря. Мешкає в основному у прибережних лісах. Знаходиться в мокрих і сухих склерофільних лісах з густим підліском і у дощових лісах.

## Морфологія
Малий вид. Забарвлення насичено коричневе з чорною смугою, що простягається зверху, від шиї до плечей. Низ тіла і горло білі.

## Стиль життя
Веде нічний спосіб життя і зазвичай зустрічається поодинці. Вагітність в середньому триває 34.5 діб. Діти перший раз визирають з сумки на 175 день, лактація триває 290—320 днів. Тривалість життя в дикій природі 7 років.

## Галерея

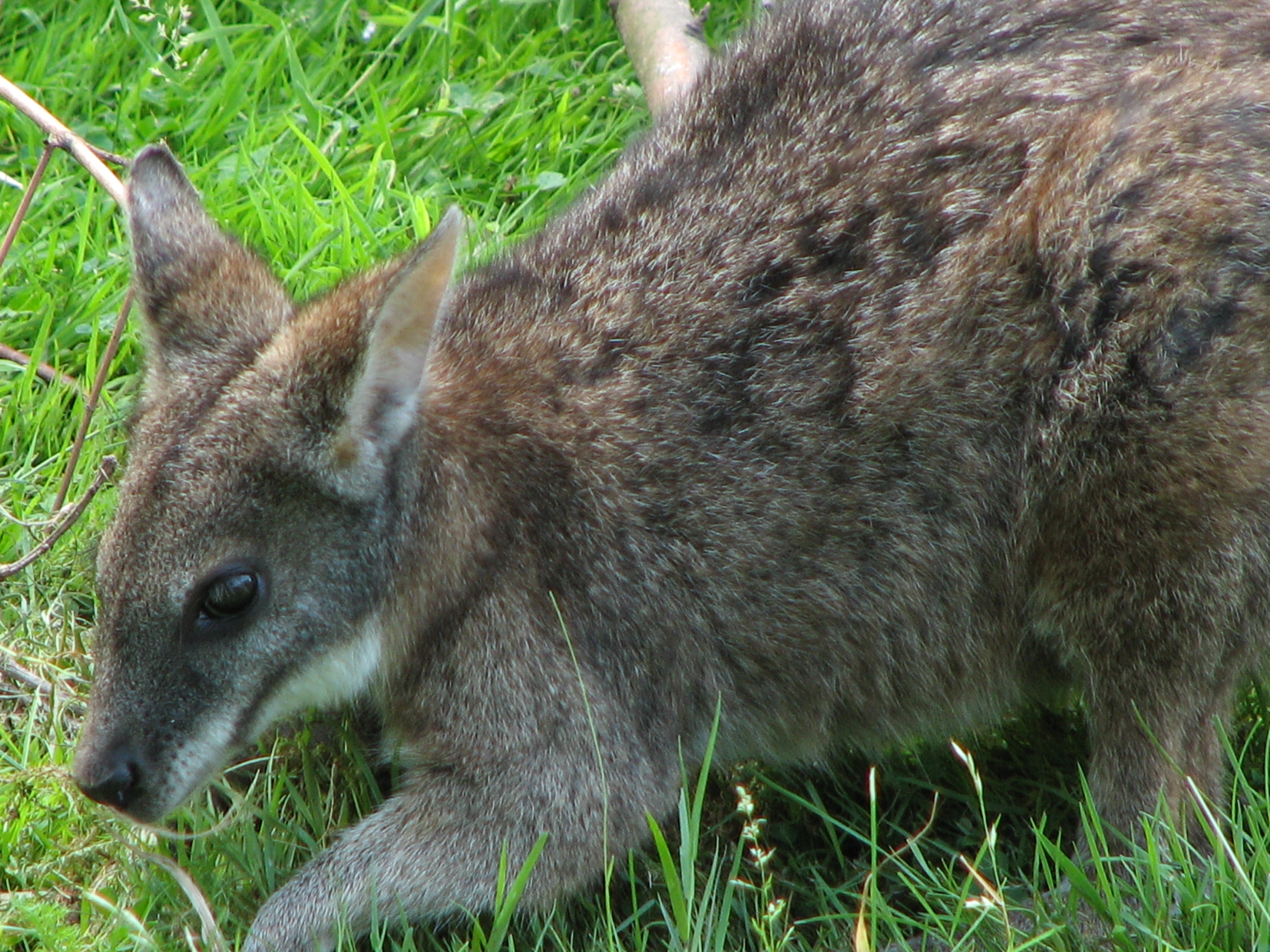
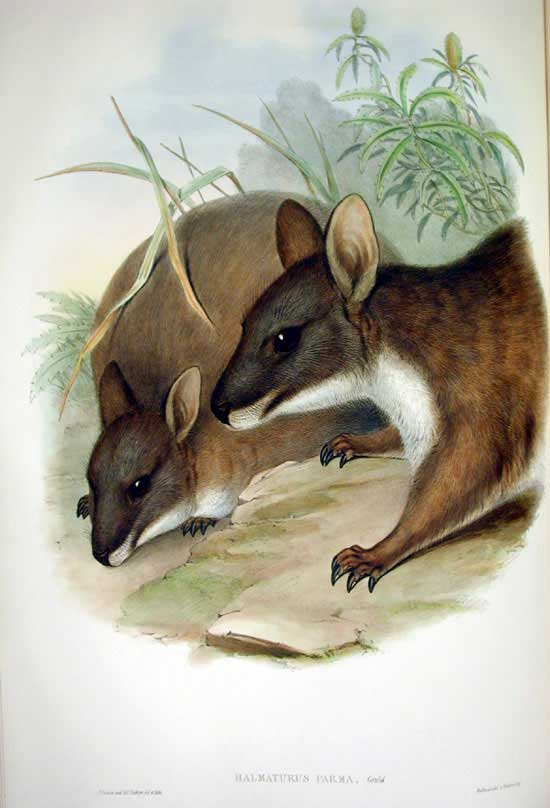
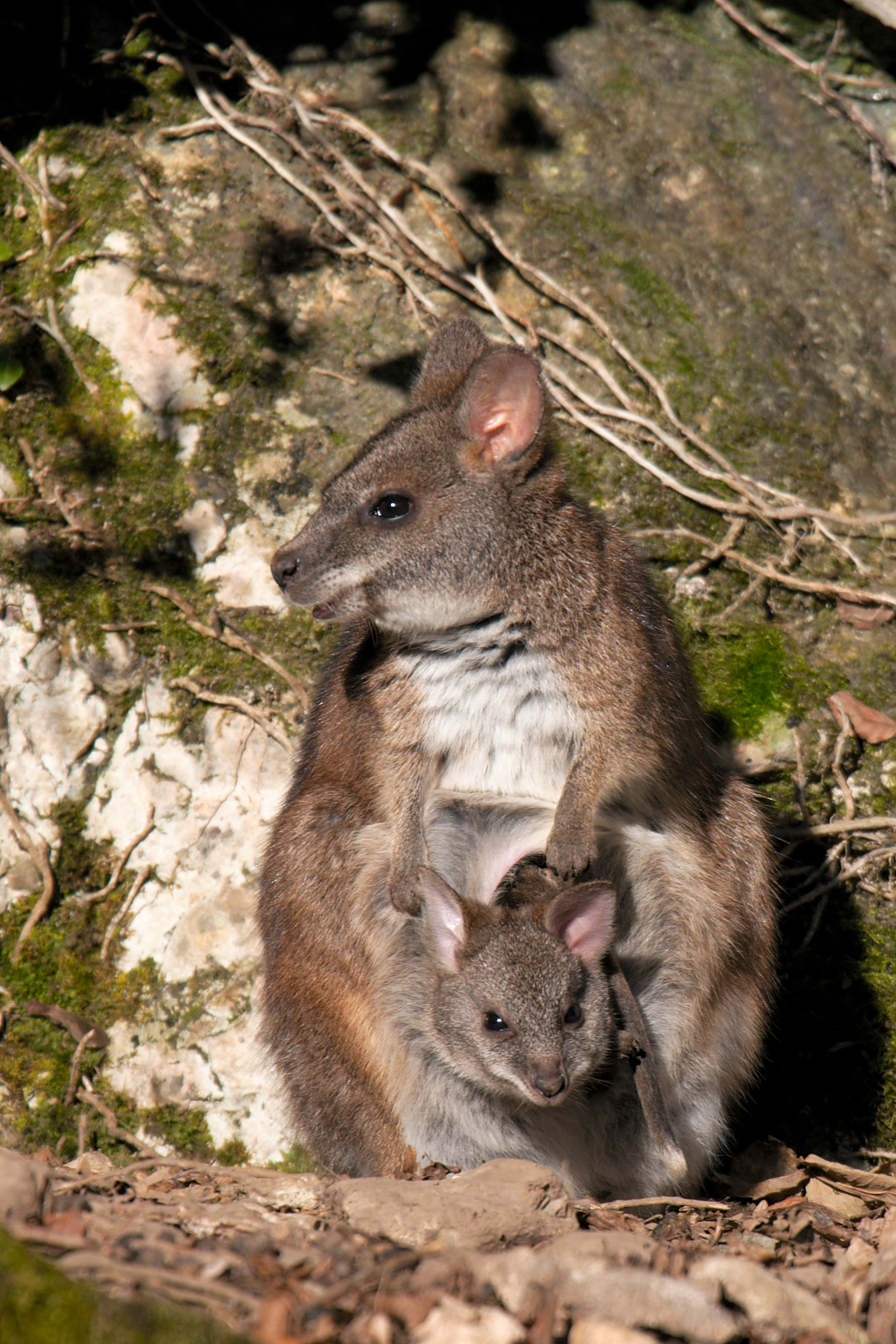